# José María Medina (futebolista)
José María Medina  é um ex-futebolista uruguaio, nascido na cidade Paysandu no Uruguai em  13 de fevereiro de 1921. Jogou pela seleção do seu país na Copa América do Uruguai em 1941 e 1946, sendo artilheiro da Copa América de 1946 com 7 gols.